# Mascarita Sagrada

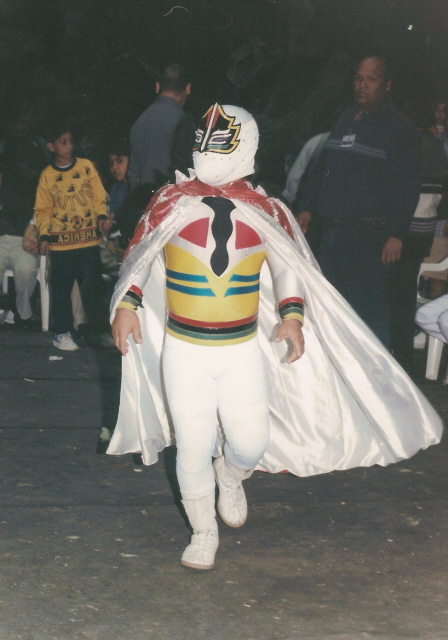
Mascarita Sagrada en el camino hacia el ring.

Mascarita Sagrada (11 de enero de 1965, Cañitas de Felipe Pescador, Zacatecas). Es un miniluchador mexicano enmascarado y uno de los minis de la era moderna más conocidos de México. Él es el Mascarita Sagrada original aunque ha habido varios luchadores que han usado el mismo personaje a través de los años. En México, Mascarita Sagrada ha trabajado para Asistencia Asesoría y Administración (AAA), Consejo Mundial de Lucha Libre (CMLL) y una larga lista de promotores independientes en los últimos años. También ha trabajado para las promociones de lucha libre estadounidense World Wrestling Federation / Entertainment (WWF / WWE), la World Championship Wrestling (WCW), Total Nonstop Action Wrestling (TNA) y Lucha VaVOOM. A finales de 1990 trabajó para la WWF como Mini Nova (en ocasiones sólo como "Nova"). También ha aparecido en varias películas y campañas de marketing, incluyendo un cameo no acreditado en la película My Giant con Billy Crystal y un anuncio en la campaña para Virgin Mobile.

## Vida
El original Mascarita Sagrada nació en Felipe Pescador, Zacatecas. Él comenzó a entrenar como un luchador en 1987 bajo las instrucciones de Muralla Sangrienta I y del Sr. Genaro Contreras. Su primera aparición en el ring era como Pequeño Luki, haciendo equipo con Arturito ("Little Luke" y R2-D2). El equipo luchó frente a Gran Nikolai y Pequeño Goliat en el debut de Mascarita Sagrada.

### Mascarita Sagrada
A finales de 1989 en el entonces Consejo Mundial de Lucha Libre (CMLL) el booker Antonio Peña creó la división Mini. El plan original para Mascarita Sagrada era que sería conocido como "Mini Atlantis", pero en lugar de eso fue el modelo del luchador popular Máscara Sagrada y se le dio el nombre de Mascarita Sagrada. Durante su primer año de trabajo como Mascarita Sagrada hizo apariciones especiales en Puerto Rico trabajando para la World Wrestling Council (WWC) en su show de aniversario 17o como equipo de Aguilita Solitaria, perdiendo ante el equipo de Piratita Morgan y Espectrito. Esta fue una de las primeras parejas de Mascarita Sagrada y Espectrito respectivamente, rivalidad que ambos mantendrían una década y abarcarían varias promociones.

### World Wrestling Federation (1997–1999)
En 1997 Mascarita Sagrada firmó con la World Wrestling Federation (WWF) como parte de su relación de trabajo junto a varios luchadores de AAA. Sagrada fue renombrado como Mini Nova o simplemente Nova debido a que Máscara Sagrada no apareció en programas de la WWF. Lo mismo puede decirse de Máscara Sagrada Jr. quien fue renombrado como "Max Mini" y Octagoncito que fue renombrado como "Mosaic". Sagrada, o más bien Nova debutó en Bad Blood 1997 junto a Max Mini contra Tarantula y Mosaic. El combate no estaba previsto inicialmente para el PPV, pero se dio ya que el combate originalmente programado fue cancelado debido a la muerte de Brian Pillman ese mismo día. Nova y Mini ganaron.

## Campeonatos y logros
- Asistencia Asesoría y Administración
  - AAA/IWC Minis Championship (1 vez)[4]
  - Mexican National Mini-Estrella Championship (1 vez)[5]

- Consejo Mundial de Lucha Libre
  - CMLL World Mini-Estrella Championship (1 vez)[6]

- World Wrestling Association
  - WWA Minis Championship (1 vez)[4]